# La Grimaudière
La Grimaudière è un comune francese di 397 abitanti situato nel dipartimento della Vienne nella regione della Nuova Aquitania.

## Società

### Evoluzione demografica
Abitanti censiti